# Leichtbau Maier

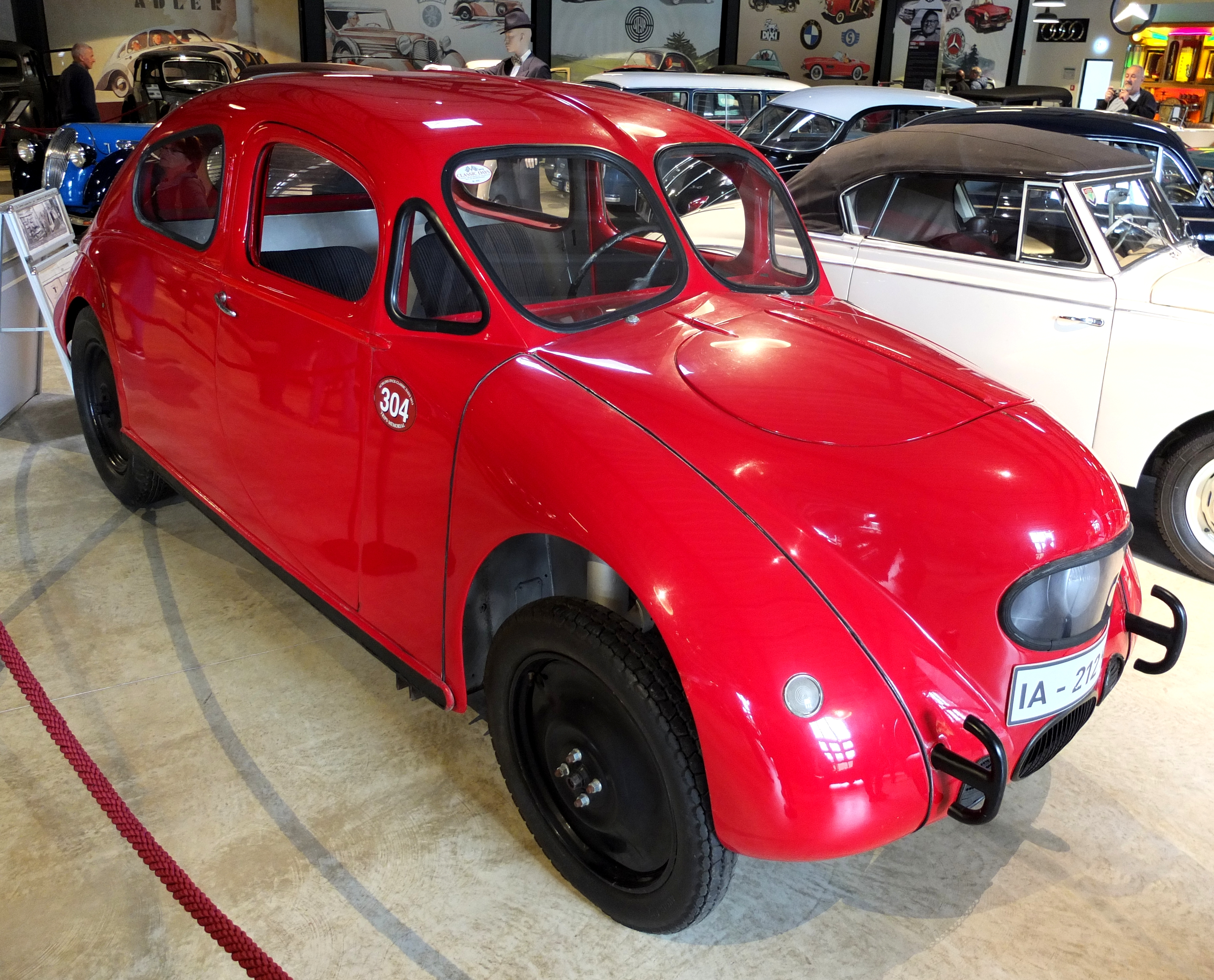
„Leichtbau Maier“ (1934-1935), model 0501/35, in Zylinderhaus Bernkastel-Kues

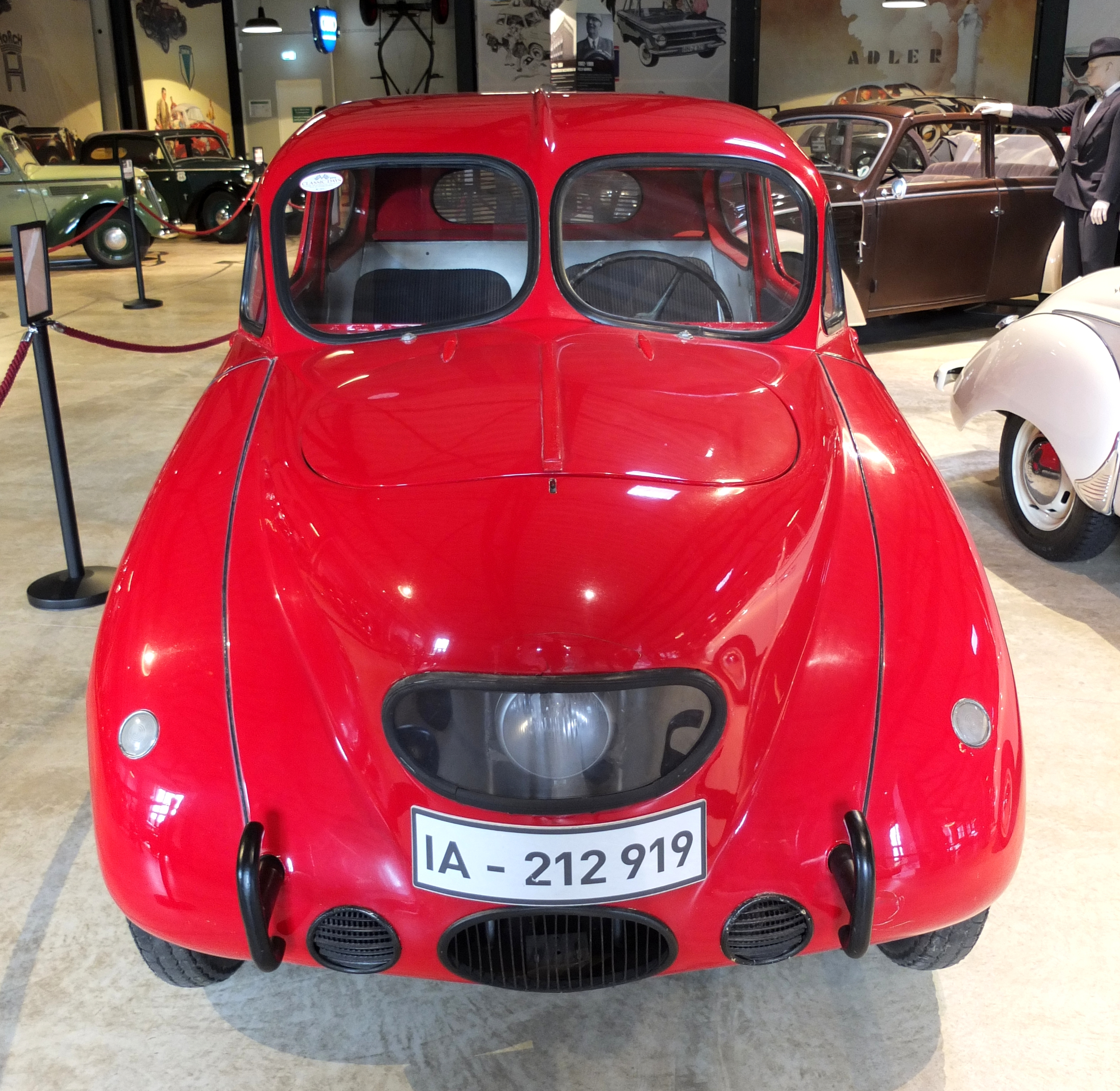
Front

Leichtbau Maier is een nauwelijks bekende Duitse automobielconstructeur uit de 20e eeuw. De ingenieur Friedrich Eugen Maier uit Berlijn ontwierp en bouwde in het begin van de jaren dertig minstens een auto prototype. De precieze locatie van het bedrijf is tot nu toe onbekend.

## Technische beschrijving van een gevonden prototype
Het gaat om een kleine auto met een 20 pk DKW-motor vanachter. Deze werd later vervangen door een motor van een VW Käfer. De bouwer had voor zijn tijd revolutionaire dingen ingebouwd; een stuurstoel die in zijn hoogte verstelbaar was, met in de rijrichting meebewegende autolampen of bewegende zijraampjes. In totaal heeft Maier voor de ontwikkeling van auto’s twaalf octrooien in Duitsland en verdere in de Verenigde Staten van Amerika en in het Verenigd Koninkrijk aangemeld. Op een typebord staat het volgende: „Fabrikat Leichtbau Maier. Wagen-Nummer LM 050 1/35; Motor-Nummer 386418; 20 PS; Bohrung 76; Hub 76; Gewicht 684 kg; Gesamtgewicht 1034 kg“ („Fabricaat Leichtbau Maier. wagen-nummer LM 050 1/35; motor-nummer 386418; 20 pk, boring 76, slag 76, gewicht 684 kg, gewicht totaal 1034 kg“)

## Geschiedenis
Het recent in de pers gepubliceerde model kwam via meerdere verzamelaars en een autospuiterij in de Duitse stad Krefeld in 2007 in het bezit van Jörg Jansen. Hij begon de auto te restaureren en ontdekte het typebord. Als deskundige van auto’s was hij geïnteresseerd in de geschiedenis van het voertuig. Met behulp van het Prototyp-Museum in Hamburg, de Zwitserse autoliefhebber en historicus Hanspeter Bröhl en de Nederlander Herman van Oldeneel, die de precieze naam en de werkplaats van de ontwikkelaar uitvond, begon de zoektocht. Inmiddels is bekend, dat de auto in 1975 in de film „Tadellöser und Wolff“ als wrak gebruikt werd. 
Vermoedelijk had Friedrich Eugen Maier in 1935 een garage op de Sömmeringstraße 31/33 in Berlijn. Het terrein was in het bezit van het Magistrat von Berlin. Tot het jaar 1933 was op dat terrein de drukkerij Bernard & Graefe gevestigd. In de buurt (Sömmeringstraße 25-28) bevond zich in die tijd ook een autospuiterij gevestigd, een autostoffeerder, een garage, een monteur en de „Kraftfahrzeugwerkstätte Sömmeringstraße G.m.b.H.“ Een verband met Eugen Maier is mogelijk.
Het woonadres van Friedrich Maier, ingenieur, of Eugen Maier zit niet in de adresboeken van Berlijn van 1930 t/m 1935. De eigenaren van de bedrijven op het terrein van de Sömmeringstraße staan er wel in. Pas in 1936 wordt „Maier, Friedrich, E.“, lichtbouw, Sömmeringstraße 30 met een telefoonnummer genoemd. Bij huisnummer 31 en 32 wordt „bestaat niet“ genoemd. Het lijkt als of een grondstuk werd afgetornd, opnieuw genummerd en vervolgens door Maier bebouwd en gebruikt. De „Leichtbau“ (lichtbouw) wordt hier als E. Maier, blijkbaar met zijn tweede naam Eugen, genoemd. In het jaar 1937 is op de Sömmeringstraße 30 „Maier, Fr., Dipl. Ing.“ geregistreerd, maar zonder bedrijfsnaam. Daarnaast werden de online beschikbare adresboeken van 1939 t/m 1943 geanalyseerd. Hieruit bleek dat „Friedrich Eugen Maier, Dipl. Ing.“ de hele tijd op de Sömmeringstraße 30 woonde. Echter, het bedrijf „Leichtbau Maier“ wordt hier niet genoemd. Pas in 1943 werd „Dipl.-Ing. F. E. Maier“ eigenaar van het grondstuk dat vervolgens een sportveld werd. Hieruit kan concludeerd worden dat het onwaarschijnlijk is dat er nog meer prototypen bestaan.